# Ėrnesto Inarkiev
Ėrnesto Inarkiev (in russo Эрнесто Инаркиев?; Regione di Oš, 9 dicembre 1985) è uno scacchista russo, Grande maestro, Campione europeo assoluto nel 2016.

## Carriera
Nato nell'allora repubblica sovietica del Kirghizistan, poi divenuta indipendente nel 1992, si trasferì nel 2000 in Russia a Ėlista.
Deve il suo nome a quello di Ernesto Guevara.
A 13 anni partecipò per il Kirghizistan alle Olimpiadi di Ėlista 1998; partecipò anche alle olimpiadi di Istanbul 2000, realizzando nelle due olimpiadi l'ottimo risultato di +11 =9 –3 (67,4%).
Nel 2001 cominciò ad essere seguito da Mark Dvoretskij, vincendo il campionato europeo under 16 di Calcidica in Grecia e nel 2002 il campionato russo under 20. Nel 2004 vinse il campionato della Calmucchia.
Nel 2006 è arrivato 3º al campionato russo assoluto, vinto da Evgenij Alekseev.
Nel febbraio del 2015 ha vinto l'open di Mosca con il punteggio di 8/9.
Nel maggio 2016 a Gjakova ha vinto il Campionato europeo individuale di scacchi con 9 punti su 11, superando di mezzo punto il lettone Igor Kovalenko. 
Nel marzo 2019 a Sharja ha vinto il con 7 punti su 9 il 3º Master Internazionale di Sharjah, superando per spareggio tecnico altri sei giocatori. In luglio a Danzhou giunge 7º con 3 su 7 nella 10ª edizione dell'omonimo Danzhou Super Chess Grandmaster Tournament.
Nelle lista FIDE di settembre 2016 raggiunge il suo record Elo, con 2732 punti (26º al mondo, 6º tra i giocatori russi).